# 라르비 벤바레크
라르비 벤바레크(프랑스어: Larbi Benbarek; 1917년 6월 17일, 카사블랑카 ~ 1992년 9월 16일, 카사블랑카), 혹은 벤 바레크(Ben Barek)나 벤 음바레크(베르베르어: ⵍⵄⴰⵔⴱⵉ ⴱⴻⵏ ⴱⴰⵔⴻⴽ 아랍어: العربي بن مبارك)로 알려진 그는 프랑스와 모로코의 축구 선수였다. 그는 프랑스 국가대표팀 경기에 17번 출전했다. 그는 원조 "검은 진주"의 별칭이 붙은 선수이기도 했다.

## 경력
벤 바레크는 1917년 6월 16일, 당시 프랑스령 모로코의 일부였던 카사블랑카에서 출생했다. 그는 "검은 진주"의 별칭이 붙은 원조 아프리카 거물 선수였다. 벤 바레크는 유럽 무대에서 대성공을 거두었는데, 특히 프랑스와 스페인 무대에서 성공을 거두며 후대의 아프리카 출신 선수들의 길을 터주었다. 그는 20세에 프랑스 마르세유에 상륙해 능력과 기교로 즉시 지역 지지자들의 지지를 얻었다. 그는 유럽 무대에서 성공을 거둔 최초의 프랑스계 아프리카인 선수로도 손꼽힌다. 그의 경력은 제2차 세계 대전의 발발로 중단되었지만, 스타드 프랑세에서 기량을 회복했고, 이후 스페인의 아틀레티코 마드리드로 이적해 국제적 명성을 쌓았다. 스페인에서 그에게 붙은 별칭은 "신의 발"이었다. 벤바레크의 활약에 힘입어, 아틀레티코는 1949-50 시즌과 1950-51 시즌에 연속해서 라 리가를 제패했다. 그는 1953년에 마르세유로 복귀했지만, 얼마 지나지 않아 벨 아베로 건너가 현역 생활에 마침표를 찍었다. 그는 현역 시절에 총 78골을 기록했다.
그는 당대 프랑스를 빛낸 선수로 손꼽히며, 1938년과 1954년 사이에 파란 군단을 대표로 출전했다. 그러나, 그는 1954년에 하노버에서 열린 서독과의 경기에서 복귀전을 펼쳤지만, 30분 만에 부상으로 나가면서 국가대표팀에서 더 이상 활약하지 못하게 되었다.

## 최후
라르비 벤 바레크는 1992년 9월 16일에 고향에서 영면에 들었다. 사후 6년이 지나고, 그는 국제 축구 연맹의 최고 영예상인 FIFA 명예의 훈장을 받았다.

## 수상
위다드 카사블랑카
- 보톨라: 1932, 1933, 1934

아틀레티코 마드리드
- 라 리가: 1949-50, 1950-51
- 코파 에바 두아르테: 1951

훈서
- FIFA 명예의 훈장: 1998
- IFFHS 역대 최고 모로코 남자부 꿈의 선수단[4]

## 참고 문헌
- Frenkiel, Stanislas (2008). “Larbi Ben Barek, Marcel Cerdan et Alfred Nakache : icônes de l'utopie impériale dans la presse métropolitaine (1936–1944)?” (PDF). 《Staps》 2 (80): 99–113. doi:10.3917/sta.080.0099.